# De lange weg naar Cochise
De lange weg van Cochise is het vierde album van de stripreeks Blueberry van Jean-Michel Charlier (scenario) en Jean Giraud (tekeningen). Het album behoort samen met Fort Navajo, Dreiging in het westen, de eenzame adelaar en Oorlog of vrede tot een cyclus van vijf verhalen die handelen over de Indiaanse oorlog. In dit deel maakt de goudzoeker Jim MacClure voor het eerst zijn opwachting. Het verhaal werd in 1968 voorgepubliceerd in afleveringen 30 tot 51 van de Pep. Het album verscheen in 1971 zowel bij uitgeverij Helmond als Lombard.

## Inhoud
De indianen onder Cochise hebben de hoogvlakten verlaten en zijn op oorlogspad. Het leger heeft zich teruggetrokken op kamp Bowie waar men wacht op luitenant Graig die op de terugweg is naar het kamp met een boodschap van de Amerikaanse president. Hij heeft een telegrambericht bij zich waarin de president toestemming geeft om met de indianen te onderhandelen. Onderweg naar kamp Bowie wordt Graig gevangen genomen door een groep indianen onder leiding van de Quanah. Als het wachten op Graig te lang duurt krijgt Blueberry toestemming van generaal Crook om te proberen hem te vinden. Lukt het hem dat niet dan verlaat het leger het kamp om ten strijde te trekken tegen de indianen.

## Hoofdpersonen
- Blueberry, cavalerie luitenant
- Quanah, indaan die de blanken haat
- Crook, generaal
- Graig, luitenant
- Crowe, luitenant en halfbloed Indiaan
- Jim MacClure, goudzoeker